# Cârligu Mare, Buzău
Cârligu Mare este un sat în comuna Glodeanu-Siliștea din județul Buzău, Muntenia, România. Se află în extremitatea sudică a județului, în zona de câmpie.
Satul dispune de un magazin alimentar cu terasă numit "La Vecinu" situat pe Strada Principală, colț Strada Mică cu Strada Cireșilor (la ieșire înspre Cârligu Mic), în trecut dispunând și de un alt magazin la intersecția Strada Școlii cu Strada Mare care încă își desfășoară acrivitate pentru săteni. Ambele magazine pot aduce produse la comandă pentru locuitorii satului.
Cu excepția străzii Principale, nicio stradă nu este asfaltată (Iunie 2025).
Satul dispune de o școală (secție de votare) pe Strada Școlii și o biserică creștin-ortodoxă pe Strada Bisericii.